# Stanisław Polak
Stanisław Polak, także Stanislaus Polonus, Estanislao Polono, Stanislao de Polonia (ur. w XV w., zm. po 1514) – drukarz pochodzenia polskiego działający w Sewilli.

## Życiorys
Jego nazwisko, jak i data urodzin, nie zachowały się. Możliwe, że pochodził ze Śląska; prawdopodobnie kształcił się w Krakowie.
Po 1477 roku przebywał we Włoszech. Jako drukarz rozpoczął pracę w Neapolu, w oficynie Macieja z Ołomuńca zwanego Morawianinem. W 1489 lub 1490 roku, otrzymawszy zaproszenie, wyruszył wraz z innym pracownikiem oficyny, Niemcem Mainardem Ungutem, do Sewilli, gdzie obaj w 1490 roku założyli własną drukarnię. Biorąc pod uwagę, iż nazwisko Unguta częściej pojawiało się na dokumentach związanych z płatnościami, możliwe, iż Stanisław zajmował się aspektami technicznymi pracy warsztatu, a Ungut skupiał się na administracji. Pierwszą wspólną publikacją Stanisława i Unguta był traktat dominikanina Diego de Dezy pt. Defensiones Sancti Thomae ab impugnationibus Nicolai de Lyra magistrique Mathiae Doering propugnatoris sui, który ukazał się z datą 4 lutego 1491 roku. Dzięki odwołaniu się do królowej Izabeli I i króla Ferdynanda Aragońskiego, drukarnia nie przerwała działalności nawet podczas powołań do wojska w związku z walkami z Emiratem Grenady.
Nakładem warsztatu ukazało się razem, w zależności od źródeł, siedemdziesiąt lub osiemdziesiąt prac, w tym utwory takich autorów, jak Arystoteles, Jorge Manrique, Boecjusz czy Aegidius Colonna Romanus. Publikowano je w języku hiszpańskim i łacińskim, a także katalońskim. W 1495 roku wprowadzono ilustracyjne drzeworyty; ozdobione nimi publikacje były wysoko cenione. Tego samego roku wydano słownik łacińsko-hiszpański Antonia de Nebrijy, a następnie m.in. Dekameron Giovanniego Boccaccia. Stanisław podjął się pionierskich działań na polu druku nut; jako jedyny polski typograf XV w. dołączał partie wokalne do ksiąg liturgicznych.
Po śmierci Unguta, w drugiej połowie 1499 roku, Stanisław sam zarządzał drukarnią, wydając w pojedynkę 29 publikacji. W 1502 roku, na prośbę arcybiskupa Francisca Jiméneza de Cisneros, przeniósł się do Alcalá de Henares, by tam założyć drukarnię. Na miejscu wydał m.in. Vita Christi Ludolphusa de Saxonia, którą przełożono na polecenie królowej Izabeli I. W pierwszej połowie 1503 roku osiadł na nowo w Sewilli, gdzie zaczął publikować wraz ze swoim wcześniejszym czeladnikiem, Jakubem Crombergerem, któremu rok później odstąpił drukarnię.
Śmierć Stanisława datuje się na okres po 14 kwietnia 1514 roku, w Sewilli.
W Sewilli znajduje się tablica pamiątkowa poświęcona Stanisławowi.